# Renan Ferraro
Renan Ferraro (* 22. Januar 1962 in Cascavel, Paraná) ist ein ehemaliger brasilianischer Radrennfahrer.

## Sportliche Laufbahn
Ferraro war im Straßenradsport aktiv. Er war Teilnehmer der Olympischen Sommerspiele 1984 in Los Angeles. Die brasilianische Mannschaft kam mit Gilson Alvaristo, Jair Braga, Renan Ferraro und Marcos Mazzaron im Mannschaftszeitfahren auf den 18. Platz.
1984 gewann Ferraro die Vuelta Ciclista de Chile. Anfang der Saison 1985 wurde er Berufsfahrer im Radsportteam Malvor-Bottecchia-Vaporella. 1987 war er auf einem Tagesabschnitt der Portugal-Rundfahrt erfolgreich.
In der Tour de France 1987 schied er auf der 7. Etappe wegen Überschreitung der Karenzzeit aus. Im Giro d’Italia 1985 schied er aus.